# Agra
Agra er en indisk by ved bredden af Yamuna-floden. Byen ligger i delstaten Uttar Pradesh og er administrationsbyen i distriktet Agra. Den har ca. 1.585.705(2011) indbyggere. Byen er først og fremmest kendt for et af verdens smukkeste byggerier, mausolæet Taj Mahal, opført 1631-1653 af kejser Shah Jahan, som mindesmærke for hans hustru Mumtaz Mahal, der døde i barselseng.
Agra findes nævnt helt tilbage i det episke heltekvad Mahabharata under navnet Agrabana. Også den store græske geograf Ptolemæus fra det 2. årh. kendte Agra og havde indført byen på sit verdenskort. Traditioner og legender tilskriver Raja Badal Singh æren for at have grundlagt den nuværende by omkring 1475, hvor hans fort, Badalgarh, hævdes at være placeret ca. samme sted som det nuværende Agra Fort. Derudover findes også beretninger om tidligere befæstninger af byen, som i lange perioder har været en kongeby.
Agra opnåede stor betydning og anseelse som hovedstad for det store indiske Mughal kejserrige fra 1526 til 1658 (Mughal = Mogul el. Stormogul). Det skyldes ikke mindst efterladenskaber fra denne periode, at Agra i dag er en international turist destination i topklasse, med byens mange bygninger i den markante mughal-arkitektur, først og fremmest Taj Mahal, Agra Fort og den forladte hovedstad Fatehpur Sikri lidt uden for Agra, tre seværdigheder, som alle er optaget på UNESCOs World Heritage liste.
Udover de nævnte seværdigheder, er Agra overordentlig rig paa pragtfulde bygninger i maurisk stil, blandt andre: Jahangir's skønne palads, Moti-Masdshid (Perlemoskeen) og Djamna Masdshid.